# Ahmed Musa
Ahmed Musa (Jos, 14. listopada 1992.), nigerijski nogometaš i reprezentativac. Uglavnom igra na mjestu napadača. Trenutačno igra za nigerijski klub Kano Pillars.
Prvi je Nigerijac koji je zabio dva pogotka na jednoj utakmici Svjetskog prvenstva i prvi Nigerijac koji je zabijao na dvama uzastopnim svjetskim prvenstvima.
Postavio je rekord za najviše zabijenih pogodaka u jednoj sezoni Nigerijske lige, zabivši 18 pogodaka u 25 utakmica.
Upisao je 42 nastupa i 10 zgoditaka za VVV-Venlo u nizozemskoj Eredivisi. Za njega su se tada zanimali i Tottenham, Ajax i pojedine bundesligaške momčadi, no na kraju je potpisao za moskovski CSKA za koji je prvijenac zabio Romi u Ligi prvaka. Bio je najbolji strijelac CSKA u sezoni 2015./16. sa 17 pogodaka u 40 odigranih susreta.
U ljeto 2016. odlazi u Leicester City za 16 milijuna funti. Prvijenac je zabio Barceloni u prijateljskoj utakmici Međunarodnog kupa prvaka.
Za nacionalnu momčad odigrao je 73 utakmica i zabio 15 zgoditaka. Zabio je po dva pogotka Argentini na SP-u 2014. i Islandu na SP-u 2018. donijevši Nigeriji jedinu pobjedu na prvenstvu i zaradivši nadimak "Lionel Musa" (aluzija na Lionela Messija).